# Арнаутський сосновий гай
Арнау́тський сосновий гай (рос. Арнаутская сосновая роща) — пам'ятка природи. Гай розташований у Шелковському районі Чечні за 1,5 км на північний захід від села Ораз-Аул і за 9 км на північний схід станиці Червльонна. Має статус особливо охороняємої природної території республіканського значення.

## Історія
У 1915 році на площі 5 га були висаджені саджанці сосни кримської та австралійської. Ці культури є єдиними лісовими культурами в цій піщаній напівпустелі. Соснова гущавина становить цінність як науковий об'єкт і пам'ятка природи.
У радянський час у районі гаю колгосп «Червленський» побудував піонерський табір «Зелений бір». Внаслідок будівництва загинуло кілька десятків унікальних дерев. Нині на площі 0,78 га збереглося 118 дерев. Їхня середня висота становить 15 м, діаметр — 30 см. Сосни щорічно плодоносять.